# Mikosch, der Stolz der Kompanie
Mikosch, der Stolz der Kompanie ist eine deutsche Filmkomödie von Rudolf Schündler aus dem Jahr 1958.

## Handlung
Sperlings Vergnügungsetablissement gehört zu den gutbesuchten Wiener Theatern. Hier treten Ferdinand Mikosch, Max Sperling, Otto Schummrich und die schöne Susi Lindinger mit allerlei Sketchen rund um das kaiserliche Regiment auf. Dies erzürnt den preußischen Oberst Wilhelm von Drachwitz, der mit seiner Familie im Publikum sitzt. Sperling ist verzweifelt, weil Drachwitz’ Tochter Ottilie ihn schon lange mit ihrer Liebe verfolgt, er jedoch überzeugter Junggeselle ist. Ferdinand wiederum wird wütend, als hinter den Kulissen Leutnant Franz von Hohenstein in Zivil erscheint und mit seiner Freundin Susi flirtet. Der Leutnant ist in Wirklichkeit der Stubenjunge Wokurka, der zu gerne in die Uniform seines Vorgesetzten schlüpft. Ferdinand hängt Wokurka in der Bühnendekoration auf und Drachwitz geht schließlich dazwischen, da man so nicht mit einem Leutnant umgehen kann. Am Ende werden alle bestraft: Mikosch, Sperling und Schummrich werden zum Militär eingezogen und der echte Leutnant Franz von Hohenstein nach Ischl in die Kompanie des Obersts Franz Joseph von Weißenburg-Schwarzeneck strafversetzt. Dieser Kompanie werden auch die drei Schauspieler zugeteilt und auch von Drachwitz kommt mit seiner Familie in Ischl an. Er soll hier an einer Militärübung gegen die Österreicher teilnehmen.
Die drei Schauspieler werden gemustert, wobei gerade der militärbegeisterte und geeignete Mikosch fast als untauglich ausgemustert wird. Drachwitz erkennt ihn wieder und erklärt ihn kurzerhand als „Strafe“ für tauglich. Beim ersten Appell wird der Kompanie Leutnant Franz von Hohenstein vorgestellt und Mikosch deutet an, einen gleichnamigen Herrn aus Wien zu kennen. Hohenstein bittet ihn bei Gelegenheit um eine genaue Personenbeschreibung, will er doch den Betrüger, dem er die Versetzung zu verdanken hat, stellen. Gleichzeitig muss er sich jedoch eingestehen, dass die Versetzung auch einen Vorteil hat: Er verliebt sich in die Nichte des Oberst von Weißenburg-Schwarzeneck, Christine. Mikosch wiederum erkennt in Wokurka den falschen Leutnant wieder und lässt ihn nun für sich arbeiten. Durch erstaunlich perfekt gemachte Betten und höchste Treffsicherheit – Wokurka zeigt bei jedem Schuss Mikoschs die volle Punktzahl an – wird Mikosch bald zum Gefreiten und Korporal befördert.
Sperling findet Ottilie wieder, die von Christine äußerlich aufgehübscht wurde und ihm nun sehr zusagt. Schummrig verliebt sich in die Köchin des Oberst von Weißenburg-Schwarzeneck, Fanny. Susi wiederum erscheint ebenfalls in Ischl, weil ihr Wokurka als Leutnant Liebesbriefe geschrieben hat. Als der echte Leutnant alles aufklärt, entdeckt Susi ihre Liebe zu Mikosch wieder. So finden sich die richtigen Paare.
Am nächsten Tag ist Manöverbeginn. Oberst Franz Joseph von Weißenburg-Schwarzeneck kämpft mit der Weißen Armee, darunter den Schauspielern, gegen Oberst von Drachwitz mit der Blauen Armee. Mikosch gelingt es, zunächst als Rind verkleidet in das Lager der Blauen einzuschleichen und den Schlachtplan mitzuhören. Anschließend begibt er sich mit Sperling und Schummrich als Krankenschwester verkleidet erneut zu den Blauen und schenkt mit Rizinusöl versetzte Gulaschsuppe aus. Der anschließende Angriff der Blauen auf die Weißen endet nach kurzer Zeit aufgrund heftiger Verdauungsprobleme. Die drei Schauspieler erobern die Flagge der Blauen und besiegeln so den Sieg ihrer Gruppe. Zwar sollen sie beim anschließenden Festakt befördert werden, doch dürfen sie auf einen kaiserlichen Gnadenakt hin die Armee verlassen und ans Wiener Theater zurückkehren, fehlen sie dem Nacht- und Kulturleben Wiens doch zu sehr.

## Produktion
Mikosch, der Stolz der Kompanie war der erste von zwei Mikosch-Filmen um die Schauspieler von Sperlings Vergnügungsetablissement. Der Film erlebte am 28. Februar 1958 im Bielefelder Astoria seine Premiere und wurde im April 2014 auf DVD veröffentlicht. Der zweite Teil der Reihe, Mikosch im Geheimdienst, erschien 1959.
Die Filmbauten von Mikosch, der Stolz der Kompanie stammen von Max Seefelder. Im Film sind verschiedene Lieder zu hören:
- Du bist so schön, Liebling – gesungen von Gunther Philipp und Renate Ewert
- Meine Rosa ist aus Böhmen – gesungen von Kurt Großkurth und Johanna König sowie Gunther Philipp, Renate Ewert, Steffie Stroux und Walter Gross
- Davon träumen alle kleinen Mädchen – gesungen von Helga Franck und Steffie Stroux
- Der Stolz der Kompanie – gesungen von Renate Ewert
- Marie-Marei

## Kritik
Der film-dienst nannte Mikosch, der Stolz der Kompanie „Schwankunterhaltung auf niedrigstem Niveau“.